# Cuisine ardéchoise
La cuisine ardéchoise (Ardèche) est une cuisine riche, à base de charcuterie, de viande, de pommes de terre et de fromages. Mais la châtaigne reste l'une de ses bases et se décline même en dessert. Sur la frange rhodanienne du département, des vignobles produisent des vins de haute qualité, tant en rouge, rosé, blanc ou mousseux.

## Les aliments de base

### La pomme de terre
C’est en 1540 qu’elle apparaît à Saint-Alban-d'Ay, dans la région d’Annonay, ramenée puis plantée par un moine franciscain, du nom de Pierre Sornas, venu se retirer dans la maison familiale après une grande partie de sa vie passée en Espagne. On l’appelait alors en patois la(s) trifolà(s). Le nom générique pour désigner la pomme de terre a été francisé au XVIIIe siècle en « truffole », qui désigne toujours aujourd'hui la plante (les triffoles) et une production de Truffole en marque déposée. Dès l’année 1600, Olivier de Serres, le père de l’agriculture moderne, décrit déjà dans son ouvrage référence, Théâtre de l’Agriculture et Mesnage des champs, la pomme de terre du Vivarais qu'il désigne sous le nom de « cartoufle » mais « que d'aucuns appellent truffes ».
On distingue plusieurs sortes de pomme de terre : la Rosa du plateau ardéchois qui sert à faire la poêlée (ou la padelade), la pomme de terre de Villeneuve-de-Berg, moelleuse et sèche à la fois, parfaite pour la crique et la caillette à la pomme de terre, et enfin la pomme de terre de la vallée (qualité Bintje) qui intervient dans l’élaboration de la bombine et du toupi d'Ardèche.

### La châtaigne

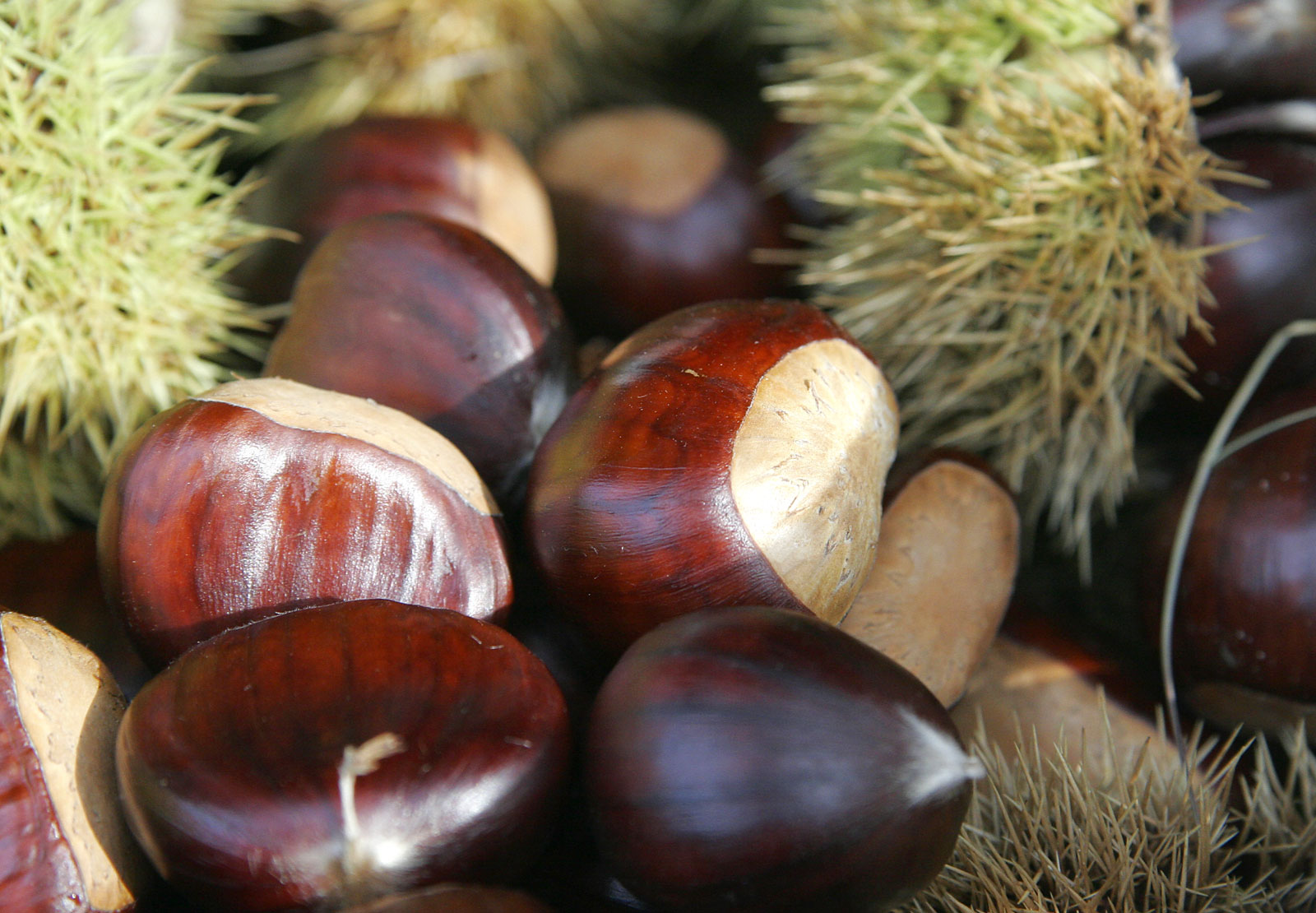
Châtaignes

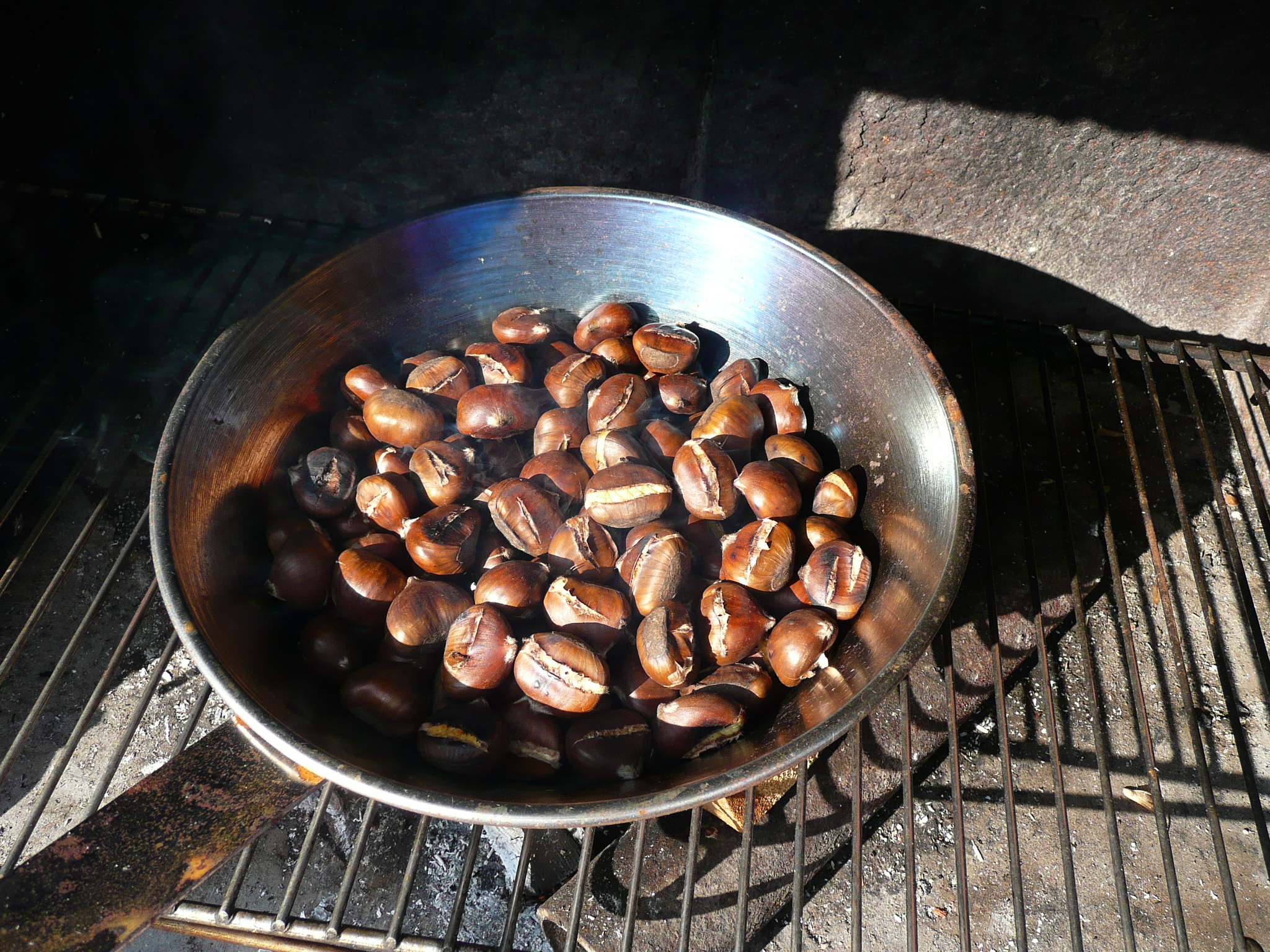
Châtaignes rôties

La culture de la châtaigne (castanéiculture pour l'administration) a toujours représenté une ressource, un  patrimoine et une identité forte pour l’Ardèche, mais aujourd’hui, c’est surtout une réalité économique pour son agriculture et ses zones de pente. L'appellation d'origine « châtaigne d'Ardèche » est en effet préservée via le système AOC depuis le 30 juin 2006, et ce pour cinq formes de conservation traditionnelle : les châtaignes sèches, les brises de châtaignes sèches, la farine de châtaignes, les châtaignes entières épluchées et la purée de châtaignes.
De mi-octobre à mi-novembre ont lieu les castagnades, une série de fêtes liées à la châtaigne, qui se déroulent dans de nombreux villages ardéchois. On y prépare la roustide, une rôtie de châtaigne.
L'industrie agroalimentaire transforme les châtaignes en farine qui servira notamment à l'élaboration de pain et de biscuits. D'ailleurs, la marque collective « Baguette ardéchoise » est lancée en mai 2003, désignant un pain de farine de blé, de seigle et de châtaigne. Disponible dans 88 boulangeries, elle est également porteuse de la marque collective « Goûtez l'Ardèche » du Centre du développement agroalimentaire.

## Les spécialités ardéchoises

### Charcuterie

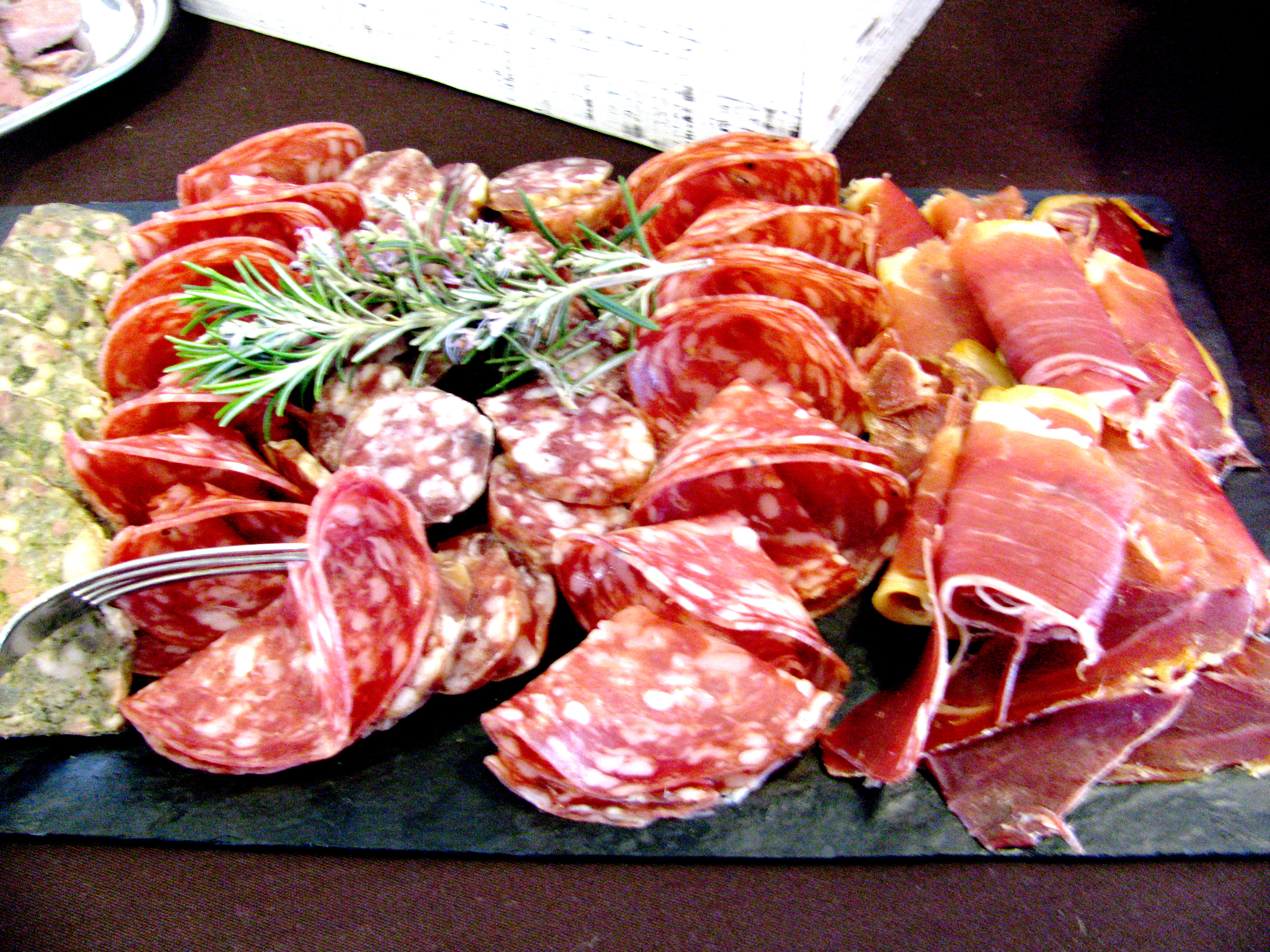
Charcuterie de l'Ardèche.

La caillette, petit pâté rond typique, est faite d'un mélange de viande de porc et de vert de blettes, enveloppé dans de la crépine. Servie en entrée, elle se mange autant chaude que froide, avec du pain de campagne. Il en existe différentes sortes : au chou, à la châtaigne ou même à la pomme de terre.
- Jambon de l'Ardèche (IGP)
- Saucisse d'herbe
- Saucisson de l'Ardèche (IGP)

### Mets

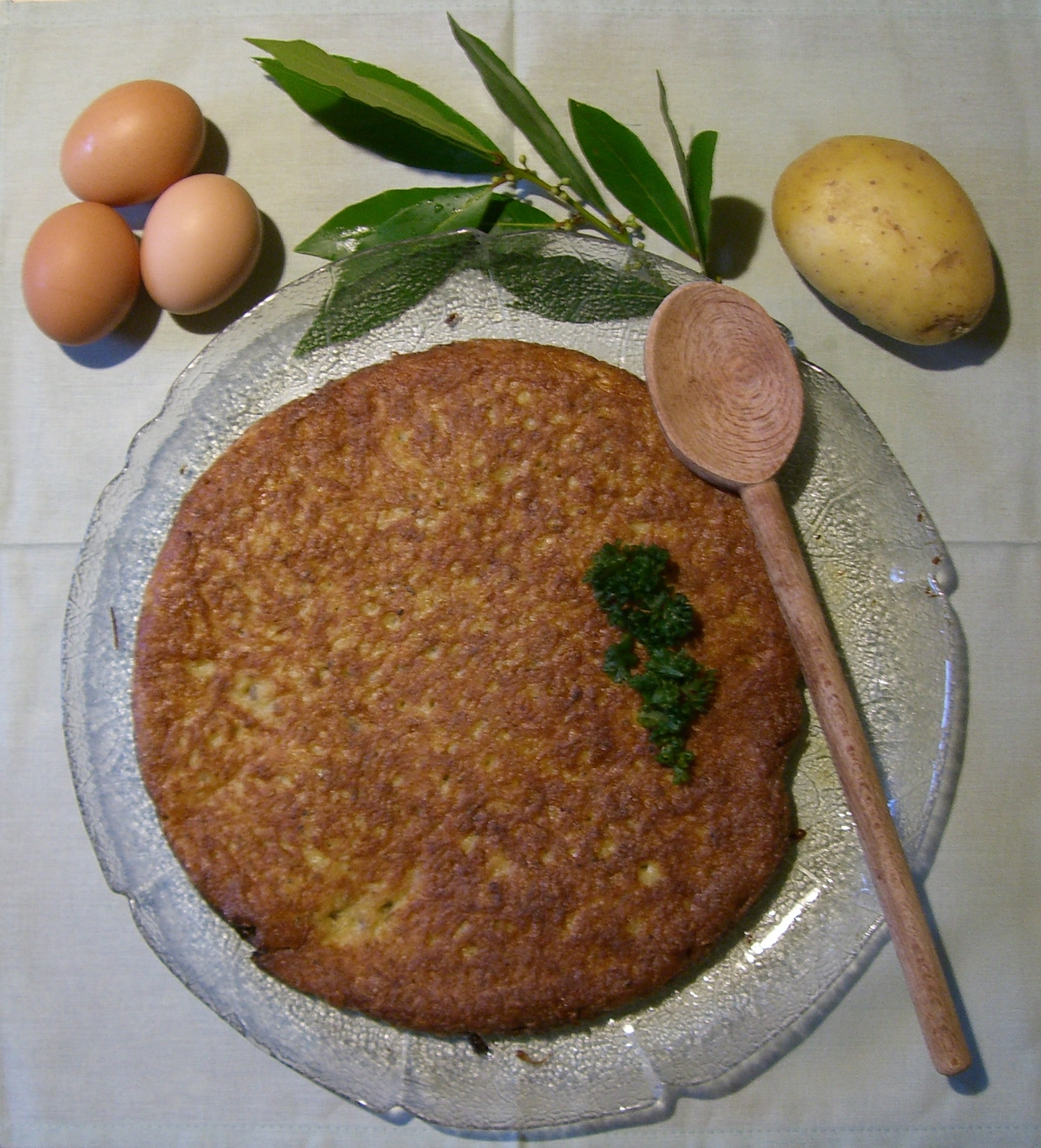
Crique ardéchoise.

Dans les assiettes ardéchoises, ce sont la pomme de terre et le cochon qui gouvernent. Avec la pomme de terre, on cuisine la crique, une galette de pommes de terre râpées et revenues à la poêle, la mique, une boulette de pomme de terre cuite à l'eau, mélangée avec de la tomme et de la crème, puis cuite au four. Ou encore la bombine, ce plat unique de pommes de terre agrémentées de morceaux de viande et parfumé aux feuilles de laurier.
Dans les plats à base de porc, la maôche est la panse de porc farcie de chair à saucisse, de choux et de pommes de terre ; on en retrouve une variante dans la ville de Joyeuse, la pouytrolle, estomac de porc empli d'une farce de viande, de légumes et d'herbes. On mange aussi le pourcher, un simple pot-au-feu où le jarret de bœuf est remplacé par le cou de cochon.
- Cousina : soupe de châtaignes
- Fin gras du Mézenc
- Porc à la cévenole

### Fruit

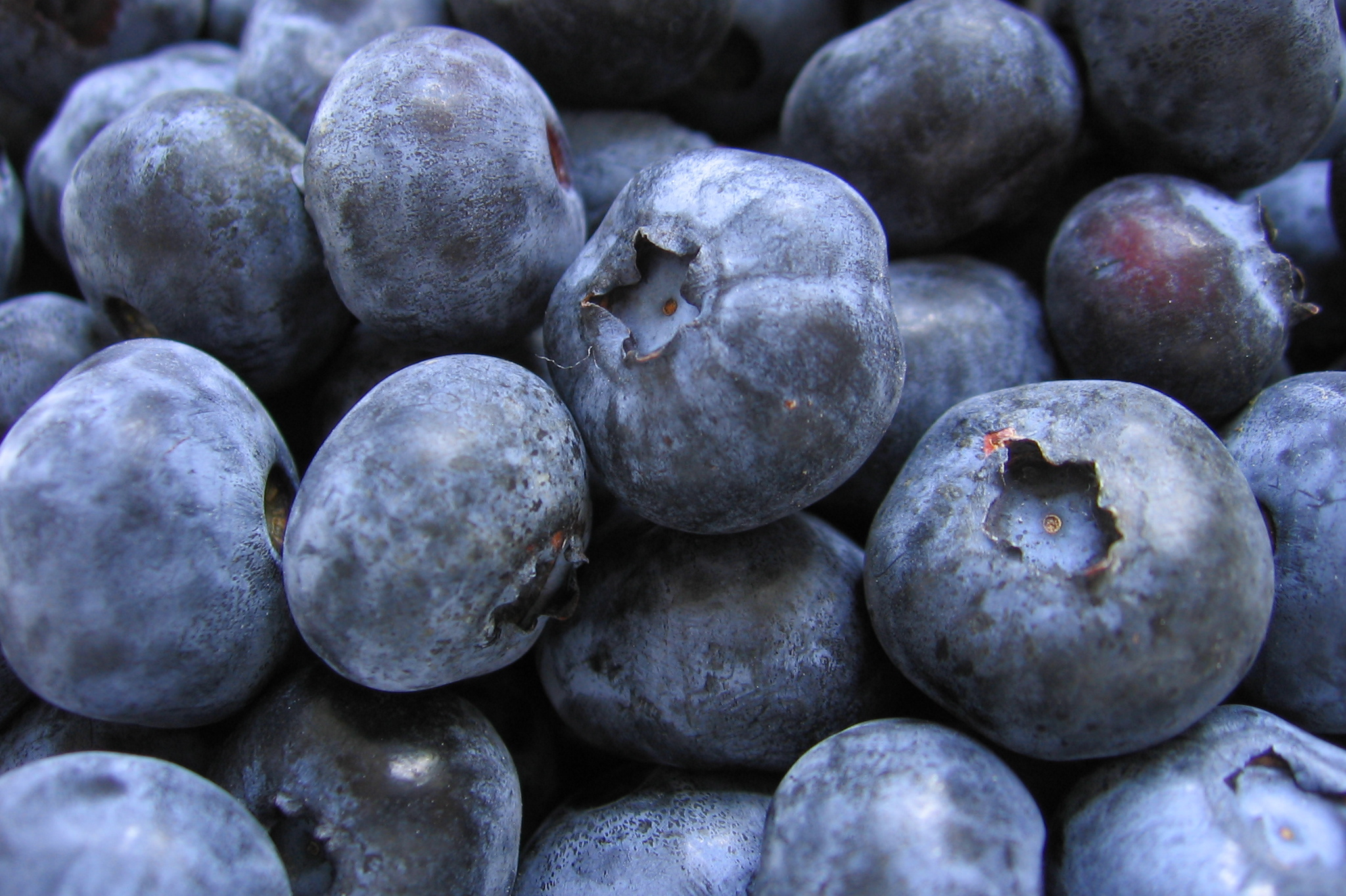
Myrtilles.

Outre l'inéluctable châtaigne ardéchoise, l'autre fruit de production traditionnelle et locale, c'est la myrtille. L’Ardèche est le premier département producteur de myrtilles sauvages. Ce petit fruit pousse de 600 m à 1 200 m d’altitude sur un tiers du département, son territoire se confond avec celui du parc naturel régional des Monts d'Ardèche et s’étale sur la montagne ardéchoise. La petite plante pousse naturellement mais exige un entretien régulier. La cueillette se fait de façon artisanale à la main, à l’aide d’un « peigne » qui décroche le fruit de la plante pour tomber dans une corbeille. Sa récolte se fait les premières semaines d’août, c’est à cette période que l'on peut l’acheter chez les récoltants, sur les marchés et dans les boutiques. 
La myrtille est adorée de l’apéritif au dessert ; sucrées, salées, mais aussi au naturel (saupoudrées de sucre semoule et arrosées de jus de citron ou de vin rouge), ou accommodées de crème fraîche ou de fromage blanc. En pâtisserie, on l'utilise pour la confection de tartes, clafoutis, vacherins, cakes, mousses, coulis… Elle est aussi dérivée du côté des confiseries (caramels, nougats, pâtes de fruits), des confitures, des glaces ou sorbets, ainsi que les boissons (jus, nectars et sirops, apéritif et même bière aux myrtilles). Les restaurateurs utilisent le petit fruit avec le veau, le porc, un civet de sanglier ou un cuissot de chevreuil, du magret de canard ou un foie gras poêlé, une truite.
Dans les années 1980, la production de myrtilles sauvages s'établit à 1 200 tonnes en Ardèche. Ce chiffre diminue chaque année (à cause du vieillissement de la population rurale et au faible rapport financier du produit). Aujourd'hui, 400 tonnes de myrtilles sauvages sont cueillies chaque année.
L'abricot, fruit du soleil, a une prédilection pour le côté drômois (les trois-quarts de la production de la région Rhône-Alpes), mais on le retrouve aussi en Ardèche, régnant le long de la vallée du Rhône moyen.
La pêche de la vallée de l'Eyrieux doit sa spécificité à un microclimat (ensoleillé avec un printemps doux). La production s’étale de mi-juin à mi-septembre, et abonde au cœur de l’été.

### Fromage
Le plateau de fromage ardéchois comprend le picodon, au lait cru de chèvre, il bénéficie d'une AOC depuis 1983 ; le goudoulet, au lait cru de vache, élaboré de manière artisanale par la fromagerie de Coucouron, dont un autre fromage porte le nom : le coucouron, un fromage persillé à base de lait de vache ; le rogeret des Cévennes, un fromage de chèvre ; sur le plateau ardéchois, on trouve le foudjou, fromage fort constitué de tomes de chèvre mélangées avec des gousses d'ail, du poivre, de l'huile d'olive, de l'eau-de-vie et on retrouve son cousin, le miromando, fait de petit lait, de sel, de poivre, d'eau-de-vie, parfois de beurre et de moutarde. S'y ajoute le bosson macéré, une spécialité fromagère du Vivarais. On trouve aussi la rebarbe, fermentée à base de lait de brebis, le saint-félicien de l'Ardèche, produit dans les hauts plateaux de l'Ardèche et le sarassou, une préparation fromagère à base de babeurre, élaborée dans les monts du Vivarais.

### Desserts et confiseries

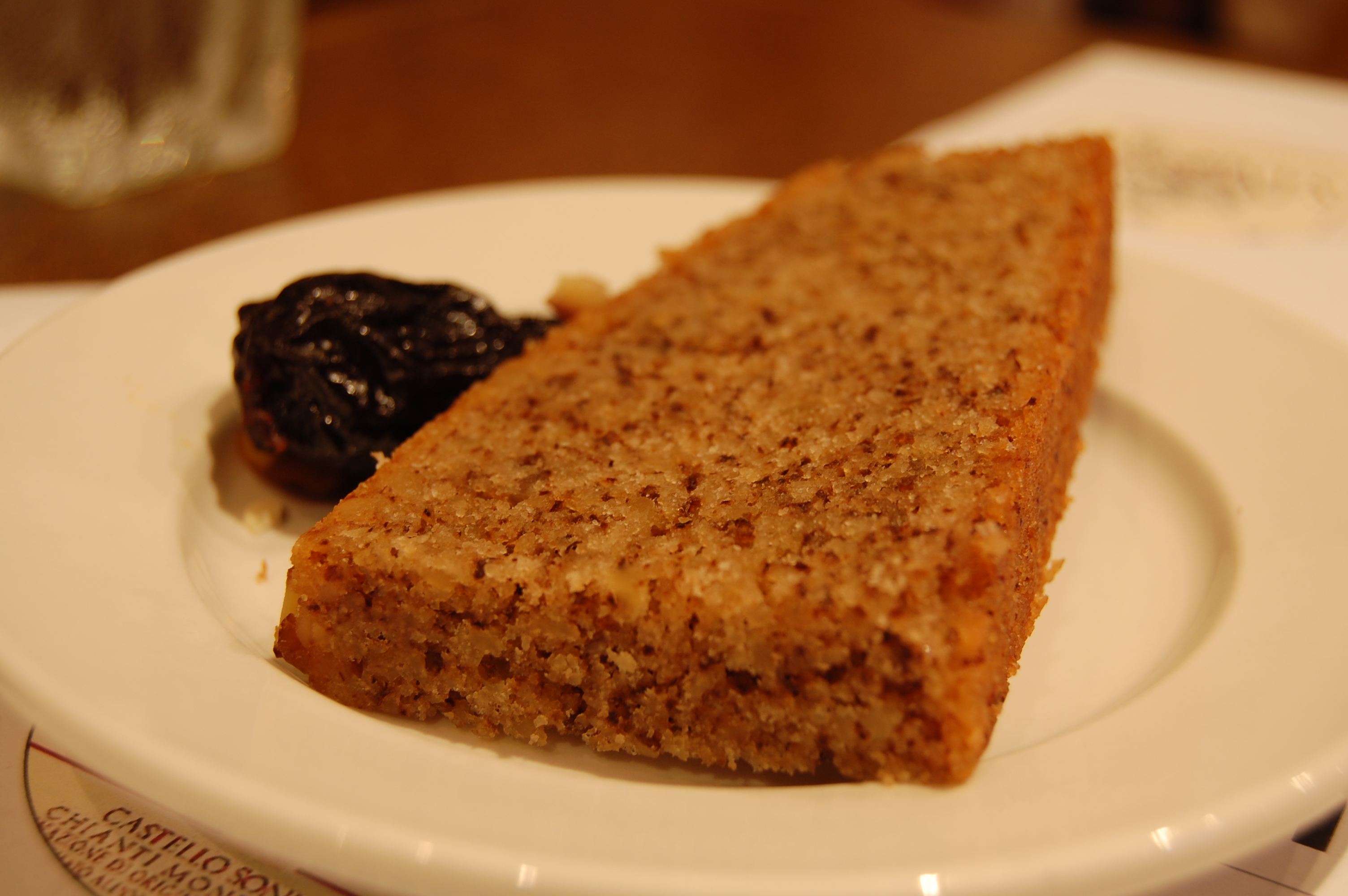
Ardéchois à la crème de marrons et au rhum.

La châtaigne, toujours la châtaigne, on la décline même au sucré. La fameuse crème de marrons, confectionnée à partir de pulpe de marrons, de sucre, et aromatisée à la vanille. On la mange sur une tranche de pain ou avec du fromage blanc. On l'utilise aussi dans la confection de nombreux gâteaux et entremets que l'on apprécie durant l'hiver et qu'on appelle grossièrement Ardéchois. On peut rencontrer aussi des biscuits et croquants à la farine de châtaigne.
Côté confiserie, le marron glacé, un gros marron confit dans le sucre et glacé au sucre glace. On le déguste souvent durant les fêtes de Noël, tout comme les bugnes, beignets croustillants que l'on cuisine dans les familles ardéchoises.
Lou Pisadou est une marque collective relativement récente désignant un gâteau fait en Ardèche par les commerçants-pâtissiers. Galette aux marrons lancée par le Syndicat des Pâtissiers-Confiseurs-Glaciers de l'Ardèche et de la Drôme en juillet 1994, se voulant en lien avec les traditions locales et être un emblème qui viendrait compléter le patrimoine culinaire ardéchois.
Sur le plateau ardéchois, on peut goûter aux crêpes cévenoles, élaborées à partir de farine de châtaignes, ou à une tarte aux myrtilles fraîchement cueillies.
Le macaron du bourg de Joyeuse, un petit biscuit de ménage de forme irrégulière, craquant et avec une subtile saveur d’amandes caramélisées, préparé depuis 1581 dans la petite ville médiévale de Joyeuse. L'entreprise Maison Charaix a depuis déposé « Macaron de Joyeuse » en marque commerciale à l'INPI.
Côté chocolat, on découvre l'atelier Pierre Chauvet, à Aubenas, qui combine parfums classiques avec des produits agricoles ardéchois de qualité supérieure, à l'instar de sa « truffe ardéchoise » qui célèbre un mariage entre la crème de marrons, le cacao et le biscuit à la châtaigne. Mais sa marque de fabrique reste son chocolat « millefeuille », de fines plaques de chocolat finement décorées aux parfums étonnants. Joël Patouillard, chocolatier à Privas, a été élu Meilleur ouvrier de France, en 1986.

### Eaux minérales gazeuses

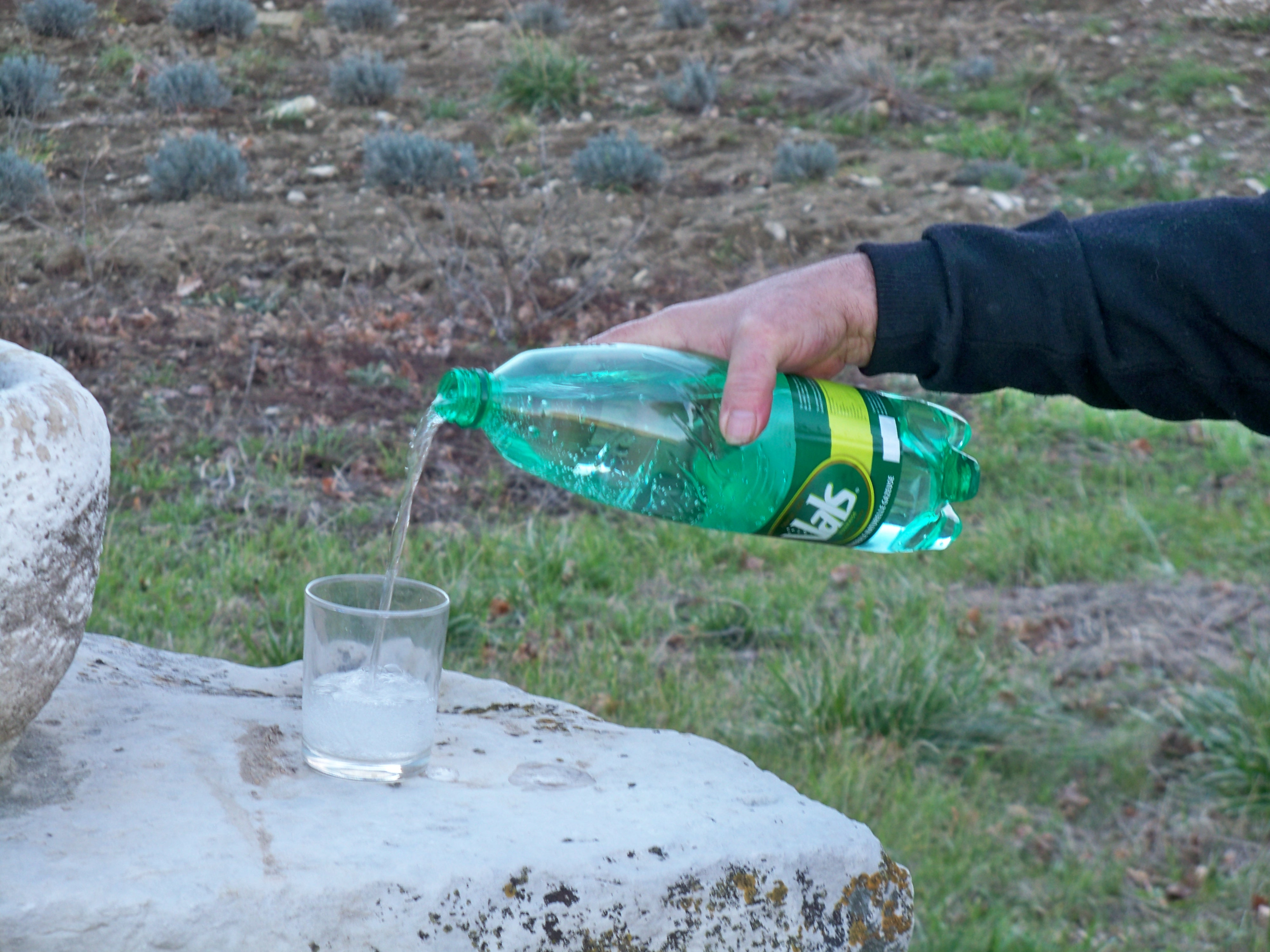
Eau de Vals.

- Arcens
- Reine des Basaltes
- Vals
- Vernet

### Vins

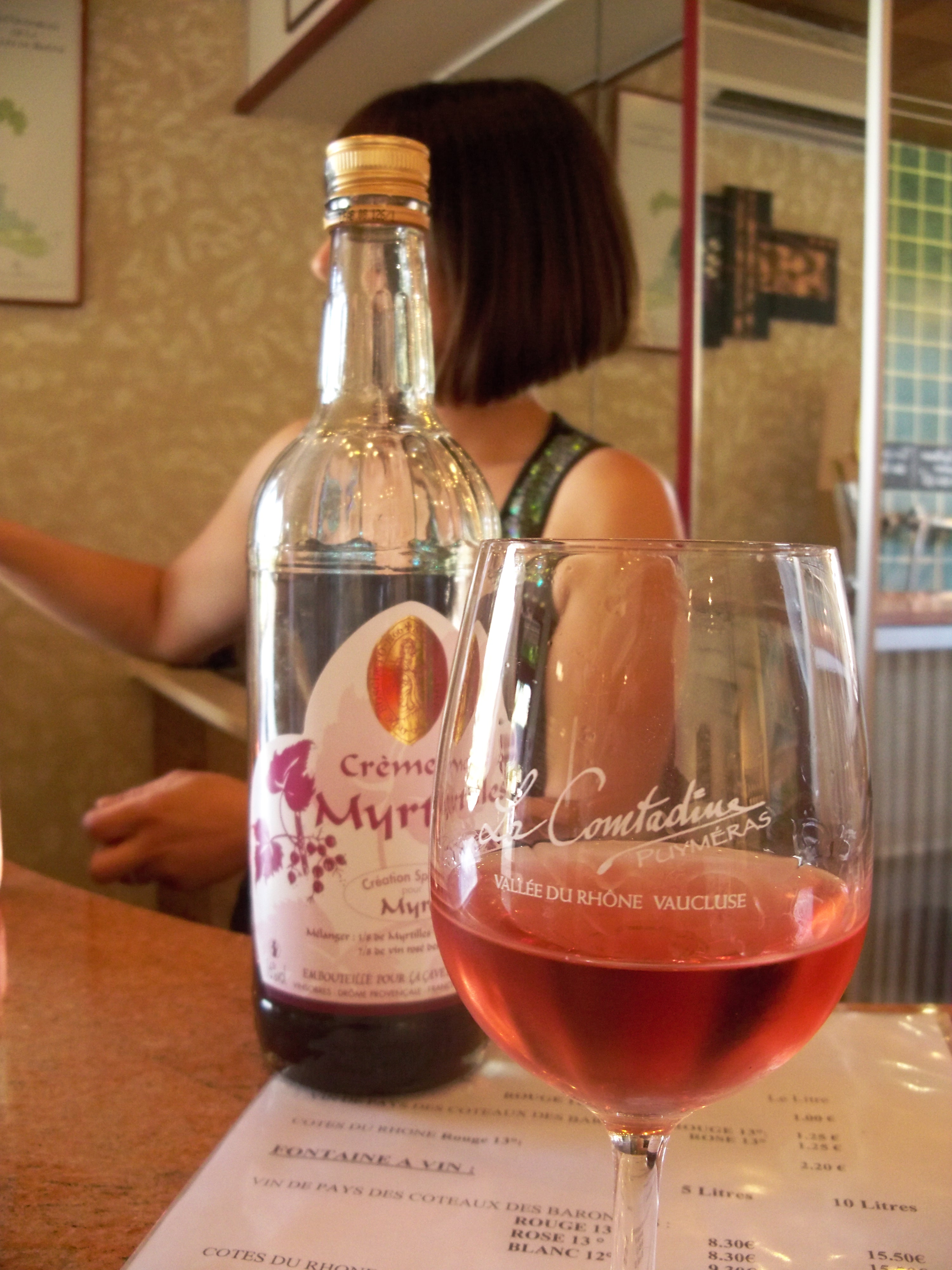
Myro.

- Ardèche (IGP)
- Coteaux-de-l'ardèche (IGP)
- Condrieu (AOC)
- Cornas (AOC)
- Côtes-du-rhône (AOC)
- Côtes-du-rhône villages (AOC)
- Côtes-du-vivarais (AOC)
- Saint-joseph (AOC)
- Saint-péray (AOC)

### Autres boissons
- La Bourganel (bière à la châtaigne)
- Castagnou
- Liqueur du coiron[4]
- Marquisette
- Myro à base de crème de myrtille et de vin rosé

### Raisin
- Chatus

## «Goûtez l'Ardèche»
Née au printemps 1995, « Goûtez l'Ardèche » est une marque collective déposée, propriété du Centre du développement agroalimentaire qui permet d'identifier les produits et transformation agroalimentaires du département. La marque joue le faire-valoir des traditions ardéchoises.
Le logo tente de mettre en surbrillance commerciale des produits qui, par leur origine et une certaine qualité de production ou de transformation, préservent l'économie agroalimentaire du département. Tous les produits sont testés par un jury de dégustation, composé de consommateurs et de professionnels des métiers de bouche. En parallèle, les produits sont analysés et contrôlés par un laboratoire externe, les entreprises sont soumises à un audit de qualité, les points de vente sont visités, tout cela afin de garantir une qualité minimale des produits.